# Harry Holland
Pour les articles homonymes, voir Holland.
Harry Robert Holland, plus connu sous le nom de Harry Holland né 14 février 1999 à Kingston au Royaume-Uni est un acteur britannique. C'est le frère de l'acteur Tom Holland, et le fils de l'auteur, acteur et diffuseur Dominic Holland.

## Biographie
Harry Robert Holland, plus connu sous le nom de Harry Holland, est né le 14 février 1999 à Kingston au Royaume-Uni. Il a un frère jumeau prénommé Sam Holland. Il est le fils de Dominic Holland et le frère de Tom Holland. Il a aussi un petit frère qui s’appelle Patrick « Paddy » Holland né en 2004.

## Carrière
À seulement 13 ans, Harry Holland a commencé sa carrière d’acteur en jouant dans le film catastrophe The Impossible au côté de son frère jumeau avec qui il se partageait le rôle d’un petit garçon. Leur aîné Tom interprétant dans ce film le fils des personnages principaux (interprétés par Ewan McGregor et Naomi Watts).
Un an plus tard, il interprète un jeune prince Harry dans Diana, drame d'Olivier Hirschbiegel où la princesse Diana, déjà divorcée de son mari s’efforcera de garder une relation amoureuse secrète.
Il est le réalisateur de plusieurs courts métrages tels que Roses For Lily, The Mysterious House On Hoarder Hill, ou encore Storybook Ending".
En 2019, il aide à la production du film de Spiderman Far From Home en tant qu'assistant de production.
En 2023, il donne sa voix au personnage Star Wars du fils du Vice-Roi Mon Calamari où ce personnage est présent dans un épisode de la saison 3 de Star Wars: The Mandolorian.
En 2024, il a été sélectionné pour interpréter le variant Deadpool "Haroldpool" dans le film Deadpool et Wolverine. Sa présence est confirmée par le coordinateur de cascades George Cottle.[réf. nécessaire]

## Filmographie

### Réalisateur
Courts-métrages
2017 : The Mysterious House On Hoarder Hill
2020 : Roses For Lily
2020 :  Storybook Ending
2022 :  Last Call

### Acteur
Longs métrages
- 2012 : The Impossible : Enfant dans la tente
- 2013 : Diana : Prince Harry
- 2021 : Cherry : un dealer
- 2021 : Spider-Man: No Way Home : un dealer (scène supprimée)
- 2024 : Deadpool et Wolverine : Haroldpool

Séries
- 2023 : The Mandalorian : fils de Vice Roi Mon Calamari (voix)